# Kristina Anapau
Kristina Anapau (Hawái, 30 de octubre de 1979) es una actriz y escritora estadounidense, reconocida por sus papeles como Maurella en la serie de televisión True Blood y como Galina en la película de Darren Aronofsky, Black Swan.

## Biografía

### Carrera
Como estudiante de 16 años, mientras se especializaba en Historia del Arte y Danza, y sin planes de ser actriz, Anapau fue descubierta por un agente de talentos y alentada a una audición para una nueva película de Universal Television titulada Escape from Atlantis (1997).
El papel de Katriana en la producción dirigida por Strathford Hamilton encendería la pasión de Anapau por la actuación quien, por consejo del cineasta, se mudó a Los Ángeles donde siguió trabajando en teatro, cine y televisión.
En los siguientes años, Anapau apareció en numerosas producciones, incluyendo las películas Madison, protagonizada por Jim Caviezel y el nominado al Oscar Bruce Dern, la comedia 100 Girls y la cinta The Opposite Sex de Warner Brothers, así como las series de televisión General Hospital y Once and Again.
Anapau actuó con Christina Ricci y Jesse Eisenberg en el thriller Cursed de Dimension Films, dirigida por Wes Craven, y luego actuó junto a la ganadora del Globo de Oro Diane Venora y Greg Germann en la película independiente Self Medicated de THINKFilm, ganadora de más de 35 premios internacionales de cine. También actuó como Cassidy Merteuil en el lanzamiento de la cinta de Sony Pictures / Newmarket Films Cruel Intentions 3. En 2010 logró el reconocimiento internacional al aparecer en la exitosa película The Black Swan.

## Filmografía

### Cine
| Año  | Título                       | Rol              | Notas |
| ---- | ---------------------------- | ---------------- | ----- |
| 2000 | Locoweed & Other Discoveries | Elizabeth Ann    | Corto |
| 2000 | 100 Girls                    | Sasha            |       |
| 2001 | Madison                      | Tami Johnson     |       |
| 2004 | Cruel Intentions 3           | Cassidy Merteuil | Corto |
| 2005 | Cursed                       | Brooke           |       |
| 2005 | Self Medicated               | Nicole           |       |
| 2010 | Black Swan                   | Galina           |       |
| 2010 | Verdict                      | Vanessa Thompson | Corto |
| 2011 | The Speak                    | Paige Stone      |       |
| 2011 | Cornered                     | Jade             |       |
| 2013 | 5 Souls                      | Jessica          |       |
| 2014 | SEAL Patrol                  | Lisa Westbrook   |       |
| 2014 | Altergeist                   | Thersea          |       |
| 2014 | 4                            | Cora             | Corto |
| 2015 | Miss India America           |                  |       |
| 2017 | Two Faced                    | Angela           |       |
| 2017 | Kuleana                      | Rose Coyle       |       |